# Włodzimierz Łazoryk
Włodzimierz Mikołaj Łazoryk (ur. 27 sierpnia 1904 w Kołomyi, zm. 8 stycznia 1995 w Chicago) – oficer Wojska Polskiego, pilot Polskich Sił Powietrznych, uczestnik bitwy o Anglię, kawaler Virtuti Militari. Dowódca 141., 143. i 152. eskadry myśliwskiej. Zastępca dowódcy 301. dywizjonu bombowego, dowódca eskadry w dywizjonie 305.

## Życiorys
W 1927 r. rozpoczął naukę w Oficerskiej Szkole Lotnictwa w Dęblinie, którą ukończył w 1929 r. jako podporucznik obserwator z 46 lokatą. Otrzymał przydział do 41. eskadry liniowej w 4. pułku lotniczym. W 1931 r. ukończył kurs pilotażu w Centrum Wyszkolenia Oficerów Lotnictwa oraz Kurs Wyższego Pilotażu. Po ukończeniu szkolenia otrzymał w 1932 r. przydział do 141. eskadry myśliwskiej, od 27 listopada 1934 r. do 17 stycznia 1935 r. był jej dowódcą.
20 września 1937 r. został dowódcą 143. eskadry myśliwskiej. Po reorganizacji polskiego lotnictwa został przeniesiony do 5. pułku lotniczego w Lidzie, gdzie objął dowództwo nad 152. eskadrą myśliwską. W 1938 r. otrzymał awans na stopień kapitana. Na stanowisku dowódcy 152. em zastał go wybuch II wojny światowej.
W czasie kampanii wrześniowej jego eskadra wspierała działania wojsk Armii „Modlin”. Po agresji ZSRR na Polskę wykonał rozkaz ewakuacji do Rumunii, dowodził rzutem kołowym eskadry. Następnie dotarł do Francji i został mianowany dowódcą grupy pilotów skierowanych do Tours na szkolenie na samolotach Potez 540. Ostatecznie znalazł się w jednej z pierwszych grup polskich lotników skierowanych do Wielkiej Brytanii, wstąpił do Polskich Sił Powietrznych i otrzymał numer służbowy RAF P-1000. Po przeszkoleniu na brytyjskim sprzęcie został 9 października 1940 r. przydzielony do 607. dywizjonu myśliwskiego RAF. W jego składzie walczył podczas bitwy o Anglię.
15 lutego 1941 r. został przeniesiony do 308 dywizjonu, w którym służył do 30 listopada 1941 r. Podjął decyzję o przejściu do lotnictwa bombowego, w styczniu 1942 r. ukończył kurs w 3 Flying Training School w South Cemey, następnie szkolił się w 18 Operational Training Unit w Bramcote. Po ukończeniu szkolenia 15 czerwca 1942 r. otrzymał przydział do dywizjonu 301. Pełnił funkcję zastępcy dowódcy eskadry „A”, a od 22 lipca zastępcy dowódcy dywizjonu. W nocy z 24 na 25 sierpnia wziął udział w nalocie na Frankfurt. Jego Wellington (nr ser. 21890, znaki GR-J) był trzykrotnie atakowany przez niemieckie myśliwce nocne, jednak Łazoryk zdołał doprowadzić uszkodzony samolot na macierzyste lotnisko. 
W lutym 1943 r. został przeniesiony do dywizjonu 305, gdzie objął stanowisko dowódcy eskadry „B”. 6 marca został odznaczony przez gen. Władysław Sikorskiego Krzyżem Srebrnym Virtuti Militari. Od 22 lipca pełnił obowiązki oficera łącznikowego w 9. Grupie Bombowej, następnie otrzymał przydział do 53. Skrzydła 9. Armii Lotniczej USA. 
W styczniu 1945 r. rozpoczął naukę w Wyższej Szkole Lotniczej, którą ukończył we wrześniu. Następnie służył w Dowództwie Polskich Sił Powietrznych, stamtąd został przeniesiony do WSL na stanowisko wykładowcy. Został zdemobilizowany w 1946 r. i wyemigrował do Stanów Zjednoczonych. Służbę w Polskich Siłach Zbrojnych zakończył w polskim stopniu majora i angielskim Squadron Leadera. Zmarł 8 stycznia 1995 r. w Chicago. Został pochowany w Doylestown, w Narodowym Sanktuarium Matki Bożej Częstochowskiej.

## Ordery i odznaczenia
Za swą służbę otrzymał odznaczenia:
- Krzyż Srebrny Virtuti Militari nr 09681,
- Krzyż Walecznych – trzykrotnie,
- Medal Lotniczy – czterokrotnie.